# A-316
La A-316 o De Úbeda a carretera Granada-Córdoba es una autovía autonómica andaluza en el tramo entre Úbeda y Martos y carretera autonómica andaluza en el tramo entre Martos y Alcaudete. Este tramo pertenece a la Red Básica Estructurante del Catálogo de Carreteras de la Junta de Andalucía catalogada como De Úbeda a carretera Granada-Córdoba con 97,22 kilómetros de longitud (de los cuales 77,82 kilómetros pertenece a la autovía y 19,4 kilómetros pertenece a la carretera).

## Situación previa
La carretera A-316 sigue el trazado de la antigua carretera nacional N-321 (tramo Úbeda-Málaga). Cuando dicha carretera N-321 fue transferida a la Junta de Andalucía, esta la dividió, reformó y renombró, surgiendo a partir de ella las siguientes vías:
- A-316 de Úbeda a la N-432.
- A-333 desde la N-432 hasta Priego de Córdoba.
- A-4154 desde Priego de Córdoba hasta la A-92, vía Algarinejo.

Tras este renombramiento, y utilizando otros tramos de la Junta de Andalucía, quedó constituida la carretera A-316 (tramo Úbeda-Cabra por Jaén).
No obstante, esta denominación no quedó asentada del todo: al poco tiempo se escindió de la vía el tramo Luque (N-432)-Cabra, quedando de este modo la actual denominación A-316 de Úbeda a Alcaudete (N-432). Dicho tramo Luque (N-432)-Cabra quedó sustituida la actual carretera A-318.

## Transformación en autovía
El primer tramo de la autovía entre el oeste de Jaén y el este de Torredonjimeno fue inaugurado a finales de 1992 y le sigue prolongado hasta el norte de Martos a principios de la década de los 2000. Al poco tiempo, anunciaron el proyecto de la Autovía del Olivar, con el primer tramo Mancha Real-Jaén, inaugurado en octubre de 2006 y hasta noviembre de 2015, pusieron en servicio el tramo entre Baeza y Puente del Obispo, con lo que queda completada la autovía entre Úbeda y Martos y en la actualidad solo hay 2 tramos (entre Martos y Alcaudete) que está en fase de proyecto, uno pendiente de la aprobación por la actualización de nuevo proyecto y otro que está caducado a la espera de la licitación de actualización de proyecto.

## Tramos

### Conversión en autovíaA-316(Autovía del Olivar)
| Denominación | Tramo                                                                                | Kilómetros | Año servicio |
| ------------ | ------------------------------------------------------------------------------------ | ---------- | ------------ |
| A-316        | Úbeda A-401 - Baeza (norte)                                                          | 3,6        | 2009         |
| A-316        | Variante de Baeza Tramo: Baeza (norte) - Baeza (oeste)                               | 6,8        | 2015         |
| A-316        | Baeza (oeste) - Puente del Obispo (norte)                                            | 4,7        | 2015         |
| A-316        | Puente del Obispo (norte) - Puente del Obispo (sur)                                  | 5,7        | 2015         |
| A-316        | Puente del Obispo (sur) - Intersección A-6000                                        | 6,7        | 2015         |
| A-316        | Intersección A-6000 - Mancha Real (norte)                                            | 5,4        | 2011         |
| A-316        | Variante de Mancha Real Tramo: Mancha Real (norte) - Mancha Real (oeste)             | 8,4        | 2015         |
| A-316        | Mancha Real (oeste) - Jaén (norte) A-44                                              | 8,9        | 2006         |
| A-316        | Variante noroeste de Jaén Tramo: Jaén (norte) A-44 - Jaén (oeste)                    | 7,6        | 1995         |
| A-316        | Jaén (oeste) - Torredonjimeno (este)                                                 | 9,3        | 1992         |
| A-316        | Variante de Torredonjimeno Tramo: Torredonjimeno (este) - Torredonjimeno (sur) A-306 | 3,4        | 1996         |
| A-316        | Torredonjimeno (sur) - Martos (norte)                                                | 3,1        | ¿2005?       |
| A-316        | Variante de Martos Tramo: Martos (norte) - Martos (suroeste)                         | 3,9        | 2007         |

## Salidas
| Estación de servicio BP El Caserón |

| Estación de servicio BP El Caserón |

| Estación de servicio Shell San Lucas |

| Estación de servicio Shell San Lucas |

| Estación de servicio Shell San Lucas |

| estación de servicio Estación de servicio REPSOL Torredelcampo |

| Estación de servicio Shell Torredelcampo |

| Estación de servicio Shell Torredelcampo |

| Estación de servicio Moeve Faro |

| Estación de servicio Moeve Faro |